# Abronia deppii
El dragoncito del Eje Neovolcánico (Abronia deppii) es una especie de lagarto escamoso ánguido del género Abronia endémico de México. Fue descrito por primera vez por el zoológo alemán Arend Friedrich August Wiegmann en el año de 1828.

## Etimología
El nombre del género Abronia aparentemente deriva de la palabra griega abros, que significa "delicado", tal vez en referencia a la naturaleza delicada de la cola. El epíteto específico de A. deppii, hace referencia al naturalista alemán Ferdinand Deppe.

## Taxonomía
El dragoncito del Eje Neovolcánico es la especie tipo del género y fue descrita originalmente por el zoólogo alemán Arend Friedrich August Wiegmann en 1828 bajo el sinónimo de Gerrhonotus deppi. En la misma publicación también fue descrito el dragoncito del norte de la Sierra Madre Oriental (Abronia taeniata) bajo el sinónimo de Gerrhonotus taeniatus. En el año de 1838, el naturalista inglés, John Edward Gray redirigió a G. deppii al aquel entonces nuevo género, Abronia. El dragoncito del Eje Neovolcánico ha sido confundido por varios autores con el dragoncito de Omiltemi (A. martindelcampoi) a lo largo del tiempo; ahora se sabe que son especies distintas.

## Descripción
El dragoncito del Eje Neovolcánico, como otros de su género, es un lagarto de hábitos arborícolas, de cuerpo esbelto y alargado con un pliegue ventro-lateral, una cola prensil y larga y patas cortas. El ancho de la cabeza de la especie es menor a 2.2 cm en machos adultos y menor a 1.8 cm en hembras adultas, presentando una proporción ancho/largo de la cabeza menor a 0.75 en machos adultos.
Se distingue como especie y de las demás especies de su género por las siguientes características de escamación:
- Presencia de escamas posterolaterales de la cabeza débilmente desarrolladas y en forma de pequeñas protuberancias.
- Presencia de una escama "azygous" (única) frecuentemente presente entre las escamas interparietal e interoccipital en el 60% de los casos.
- De 7 a 8 escamas infralabiales
- Presencia de 14 hileras longitudinales de escamas ventrales.
- Presencia de 10 a 13 hileras longitudinales de escamas dorsales.
- Pliegue lateral muy reducido.
- Una sola escama subocular.
- De 68 a 80 anillos caudales de escamas en colas no regeneradas.

A. deppi fue la primera especie descrita del género Abronia, siendo la especie tipo. El género se distingue de otros de la familia Anguidae por las siguientes características:
- Ausencia de la quinta fila de escamas temporales (a excepción en un lado de la cabeza de un espécimen de A. salvadorensis, muy probablemente de manera anómala).
- Extremidades grandes y con garras bien desarrolladas a comparación de todos los demás géneros de su familia.
- El pliegue lateral reducido, particularmente entre la zona de la pata anterior y el oído (mucho mejor desarrollado en todos los demás géneros de la familia).

### Coloración
El dragoncito del Eje Neovolcánico presenta una coloración del blanquecino al grisáceo, con seis u ocho bandas transversales dorsolaterales no definidas de color negro o gris oscuro que recorren desde la cabeza hasta la cola; ciertas escamas de las bandas transversales oscuras son de color blanco en un patrón aleatorio. La cabeza presenta un patrón de manchas negras y blancas irregulares. El vientre del animal es de un color amarillento hasta un anaranjado brillante, incluso rojiza en machos adultos, ocasionalmente brillante.
Las crías muestran una superficie dorsal de la cabeza de color gris plateado, con motas negras finas y bordes oscuros estrechos en las escamas pálidas. Las escamas temporales inferiores y supralabiales traseras, además de las superficies dorsales del cuerpo y la cola eran blanco plateado. También presentan al rededor de seis bandas dorsales de color negro, en forma de V, a veces indistintas, que recorren desde la nuca hasta la cloaca, muchas de las cuales se interrumpen en la línea media del cuerpo. En la cola presentan de 10 a 11 bandas negras, y en las patas de 3 a 4 bandas de color gris oscuro. La región del vientre en las crías es de color blanco sucio, diferente del anaranjado-rojizo brillante de los adultos.

## Reproducción
La biología reproductiva del dragoncito del Eje Neovolcánico, al igual que la de otras especies de su género, ha sido poco estudiada. Esta especie es vivípara, lo que significa que da a luz crías vivas en lugar de depositar huevos. En general, la reproducción de Abronia deppii refleja las adaptaciones evolutivas del género a un entorno arbóreo y la necesidad de una biología reproductiva eficiente en hábitats montañosos.

### Ciclo reproductivo
En un estudio de reproducción en cautiverio, se observó que una hembra de Abronia deppii fue introducida en el terrario de un macho el 14 de agosto de 2014, alrededor de las 16:00 horas. La cópula se inició en los primeros 10 minutos y tuvo una duración aproximada de 18 horas.
Posteriormente, la hembras de Abronia deppii fue mantenida en un terrarios aparte que imitaba su hábitat natural, con epífitas, hojarasca y acceso a luz solar directa para facilitar la termorregulación del dragoncito. Se alimentó de insectos como grillos, gusanos de harina y saltamontes, lo que garantiza una adecuada nutrición durante el período de gestación.
La hembra dio a luz a su primer neonato el 28 de febrero de 2015, lo que indica un período de gestación de 198 días. Los tamaños de las camadas en A. deppii varían, aunque se han registrado entre tres y seis neonatos por parto, incluyendo algunos que nacen muertos. Las crías recién nacidas miden entre 32.8 y 35.6 mm de longitud hocico-cloaca y presentan un patrón de color distintivo con bandas negras en forma de V a lo largo del cuerpo y la cola.
El tamaño de la camada en A. deppii es similar al de otras especies del género, como Abronia graminea (1–12 crías) y Abronia aurita (hasta 12 crías). Sin embargo, el dimorfismo en el patrón de color entre los neonatos y los adultos es una característica distintiva de A. deppii, compartida con especies estrechamente relacionadas.

## Distribución y hábitat

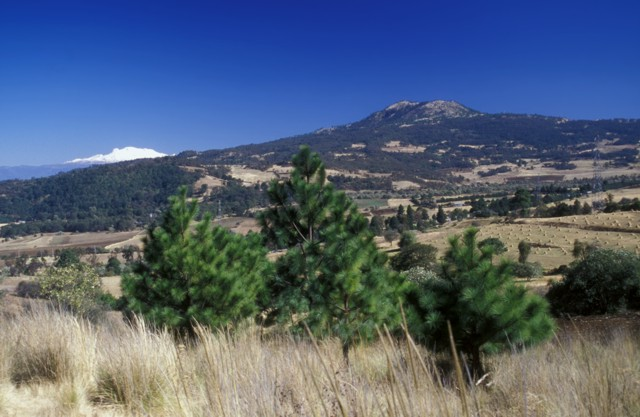
Domo de lava del volcán Cuauhtzin, en el campo volcánico de la Sierra Chichinautzin.

Abronia deppii es una especie endémica del centro de México, distribuyéndose en diversas localidades de las sierras al norte de la depresión del Balsas, desde la Sierra de Chichinautzin en el estado de Morelos, hasta Temascaltepec-Real de Arriba, en el Estado de México, además se encuentra en norte del estado de Guerrero, y en el oriente de Michoacán, en un rango altitudinal que oscila entre los 1,850 y 2,600 m s. n. m.
Se calcula que la especie tiene una distribución de presencia de al rededor de 101,000 a 5,000 km², con un área de ocupación de 1,100 a 500 km². La especie se distribuye en al rededor de 8 poblaciones aisladas o subpoblaciones.

### Hábitat y microhábitat

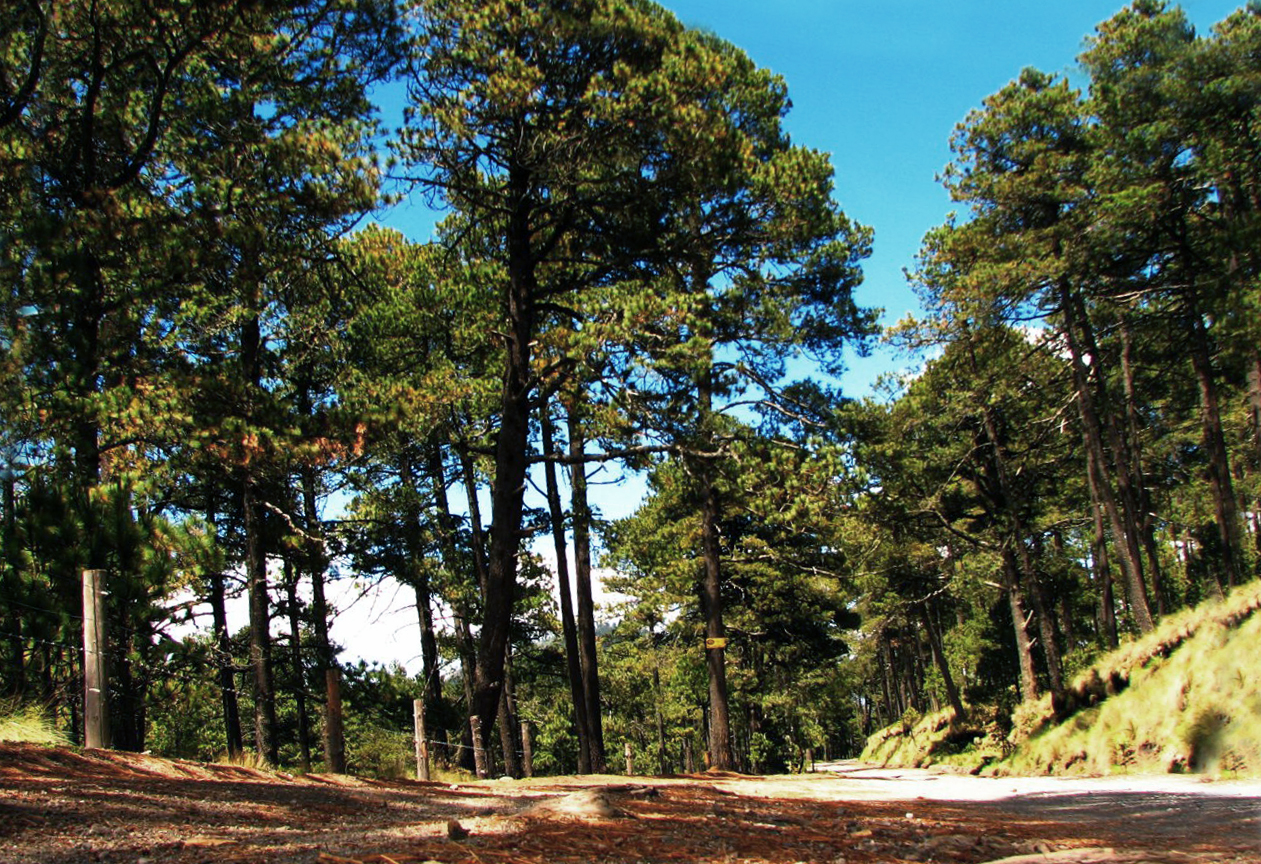
Bosque de pino, específicamente ocote blanco en el Eje Neovolcánico. Los bosques de pino y encino son el hábitat de este dragoncito.

Esta especie es prospera en climas templados húmedos y subhúmedos, adaptándose a las condiciones específicas de estos hábitats montañosos. El ecosistema predominante donde se encuentra bosques mesófilos de montaña, ubicados en la región central del Eje Neovolcánico Transversal.
El dragoncito del Eje Neovolcánico es una lagartija arborícola nativa de los bosques de encino y de bosques de pino-encino, del centro de México, donde suele estar asociada a una vegetación epífita. El hábitat de la especie se encuentra actualmente fragmentado, lo ocasiona una disminución del área de distribución de la especie a lo largo del tiempo. En el año de 2001 se predijo una declinación en el hábitat del 51% al 80% en los próximos 5 años debido a la deforestación y a los cambios en la calidad de su hábitat.

## Estado de conservación y amenazas
En México, la Secretaría de Medio Ambiente y Recursos Naturales (SEMARNAT) bajo la norma 059, en el año de 2010, consideró a la en el estatus de Amenazada. la Unión Internacional para la Conservación de la Naturaleza (UICN) la considera como en peligro de extinción, esto debido a que la distribución de presencia de la especie es probablemente inferior a 5.000 km², a qué sus poblaciones están gravemente fragmentadas y a qué existe una disminución continua de la superficie y la calidad de su hábitat forestal. Los principales factores de riesgo para su sobrevivencia son la fragmentación de su hábitat, la deforestación de su hábitat, incendios forestales, el sobrepastoreo y la acelerada urbanización de las zonas aledañas a su hábitat, lo que pone en riesgo su supervivencia.
Además, se calculan otras amenazas y posibles amenazas para el futuro de la especie la cosecha para madera, la interferencia humana, la sobreexplotación de su hábitat, el clima, sequías, el calentamiento global, terremotos y volcanes de la región; por último, también se considera su recolección del ambiente para el comercio para mascotas.

### Demanda y comercio ilegal
Las diferentes especies del género Abronia son vistos como animales vistosos y exóticos; esto las convierte en organismos atractivos para su comercialización como en el tráfico de mascotas. Debido a que esta lagartija pasa casi toda su vida en árboles de talla considerable, la especie podría ser un buen indicador del estado de conservación del hábitat en el que reside.
En el caso de Abronia deppii, el comercio ilegal de esta especie fue detectado principalmente entre los años 2002 y 2014, de acuerdo con registros de la Procuraduría Federal de Protección al Ambiente (PROFEPA), siendo la tercera especie más traficada, después de A. taeniata y A. graminea. Durante este periodo, se decomisaron múltiples ejemplares provenientes de estados mexicanos como Ciudad de México, Veracruz, Nuevo León y Puebla, siendo estas entidades las principales zonas de extracción.
A nivel internacional, A. deppii es traficada hacia países como Estados Unidos, Francia y Reino Unido, donde su demanda ha crecido debido a su apariencia exótica y temperamento dócil. Los precios por ejemplar en estos mercados oscilan entre $301.27 USD y $1390.86 USD, dependiendo de las condiciones del comercio, ya sea en establecimientos formales o colectivos informales. Este comercio ilegal representa una grave amenaza para las poblaciones de A. deppii, debido a que su extracción del medio silvestre pone en peligro su supervivencia y afecta negativamente a los ecosistemas forestales que habita.